# Kreuzauffindung (Mainbach)

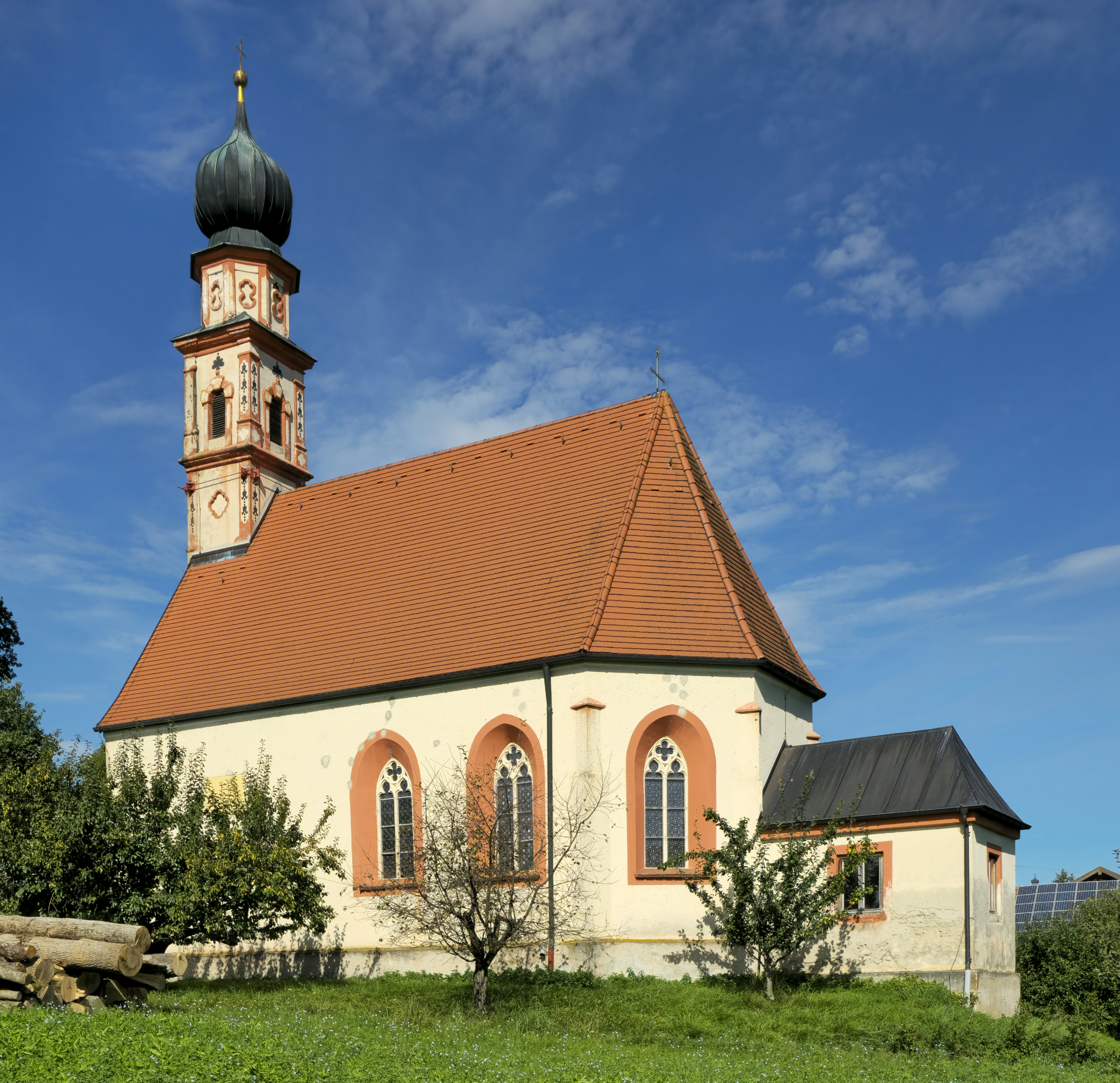
Kreuzauffindung in Mainbach

Innenraum

Die römisch-katholische Filialkirche Kreuzauffindung steht in Mainbach, einem  Gemeindeteil der Stadt Dorfen im oberbayerischen Landkreis Erding. Die Kirche steht unter Denkmalschutz und ist in der Liste der Baudenkmäler in Dorfen unter der Nr. D-1-77-115-84 eingetragen. Sie gehört zur Pfarrei Schwindkirchen im Dekanat Erding (Erzbistum München und Freising).

## Beschreibung
Die gotische Saalkirche wurde in der zweiten Hälfte des 15. Jahrhunderts erbaut. Sie besteht aus dem Langhaus, dem dreiseitig geschlossenen Chor im Osten und der Sakristei an der Stirnwand des Chors. Über der Fassade im Westen erhebt sich der barock bemalte Giebelreiter. In seinem quadratischen Obergeschoss steht der Glockenstuhl. Über einem weiteren achteckigen Geschoss sitzt eine Zwiebelhaube.
Der Innenraum ist durchgehend mit einem Netzgewölbe überspannt. Zur Kirchenausstattung gehört ein neugotischer, 1857 aufgestellter Hochaltar. Eine Skulptur im mittleren Schrein des Retabels zeigt Jesus am Kreuz, in den beiden seitlichen Schreinen Maria (links) und den Apostel Johannes (rechts), die nach dem Johannesevangelium unter dem Kreuz Jesu gestanden hatten (Joh 19,26-27 ).   